# Конрад II Горбатый
Конрад II Горбатый (пол. Konrad II Garbaty, 1252/1265 — 11 октября 1304) — князь сцинавский (1278—1284) и жаганьский (1284—1304).
Конрад был вторым по старшинству сыном глогувского князя Конрада I и Саломеи Великопольской. Первое упоминание о нем в источниках относится к 1267 году, когда он присутствовал при канонизации своей прабабушки Ядвиги.  В 1277 году он вместе со страшим братом Генрихом III Глогувским принял участие в походе против своего дяди Болеслава Рогатки, похитившего вроцлавского князя Генриха Пробуса, но антиболеславовская коалиция была разбита в битве под Столецем.
В 1278 году Генрих III Глоговский, управлявший наследством отца после его смерти в 1273/1274 году, был вынужден поделиться владениями с младшими братьями, и Конрад получил Сцинаву. Вскоре после этого Конрад отправился в Болонью для получения духовного образования (вероятно, из-за физического недостатка было решено, что ему лучше делать духовную карьеру). Во время его отсутствия Сцинавой управлял вроцлавский князь Генрих IV Пробус, однако когда в 1280 году Конрад вернулся, то Генрих отказался вернуть ему княжество; получить свои владения обратно Конрад смог лишь год спустя при помощи вроцлавского епископа Томаша II Зарембы.
После возвращения в Силезию Конрад получил свой первый церковный пост: в 1281 году он стал любушским провостом. При поддержке епископа Томаша Зарембы в 1287 году он стал вроцлавским провостом, а в 1292 году был одним из кандидатов на пост вроцлавского епископа. 
В 1284 году под давлением вроцлавского князя Генриха Пробуса Конрад поменялся владениями с братом Пшемыслом, и вместо Сцинавы он стал править в Жаганьи. 
Взаимоотношения Конрада со старшим братом Генрихом III были сложными. Сначала Конрад поддерживал его в деле возвращения Сцинавы после смерти Пшемысла, погибшего в 1289 году в битве под Севежем. Сцинавское княжество, однако, досталось вроцлавскому князю Генриху IV Пробусу, и когда в 1290 году умер Генрих Пробус, объявивший Генриха III своим наследником — Конрад также поддерживал его в войне за наследство Генриха Пробуса против Генриха V Легницкого. Отношения оказались разорванными, когда Конрад попытался воспользоваться занятостью брата в Великой Польше после смерти Пшемысла Великопольского и присоединился к походу против него яворского князя Болеслава Сурового.
В 1299 году Конрад при поддержке Альбрехта Горицкого был избран новым патриархом Аквилеи. Однако князю жаганьскому так и не удалось добраться до своих новых владений в Италии: уже находясь в пути он узнал, что это решение не было одобрено папой Бонифацием VIII, и вернулся. Однако в его отсутствие старший брат Генрих III прибрал к рукам Жаганьское княжество, а когда вернувшийся Конрад возмутился — бросил его в темницу. Однако против Генриха поднялась местная знать, епископ вроцлавский отлучил его от церкви, вследствие чего ему пришлось освободить Конрада и вернуть ему княжество. Отношения между братьями сохранялись очень напряженными вплоть до смерти Конрада.
Конрад II Горбатый скончался 11 октября 1304 года и был похоронен в цистерцианском монастыре Любёнжа. Так как наследников у него не было, то Жаганьское княжество отошло его старшему брату Генриху III.